# Vibrissomyia oroyensis
Vibrissomyia oroyensis är en tvåvingeart som beskrevs av Townsend 1914. Vibrissomyia oroyensis ingår i släktet Vibrissomyia och familjen parasitflugor.
Artens utbredningsområde är Peru. Inga underarter finns listade i Catalogue of Life.